# Ronald Ohlsen
Ronald Wolter Heine Ohlsen (Groningen, 26 januari 1968) is een Nederlands dichter en roman- en toneelschrijver.

## Biografie
Ohlsen werd geboren in het Academisch Ziekenhuis Groningen en groeide op in Delfzijl. In 1987 verhuisde Ohlsen naar Groningen waar hij Nederlandse taal- en letterkunde en Algemene letteren studeerde. 
Na zijn afstuderen werkte hij als campinghost in Italië en vervolgens als onderzoeker aan de Rijksuniversiteit Groningen. Tegenwoordig werkt hij aan de RUG als docent NT2. Bij Cultureel studentencentrum Usva en de Schrijversvakschool in Groningen geeft hij schrijfcursussen. Uit deze cursussen is in 2000 het Schrijflaboratorium ontstaan.
In 2005 werd hij voor twee jaar benoemd tot stadsdichter van Groningen. In die hoedanigheid schreef hij gedichten bij tal van huldigingen, openingen, herdenkingen, manifestaties en presentaties. Ook reisde hij naar Newcastle upon Tyne, Groningens 'twin city' waar hij een aantal voordrachten hield en Parijs om een lezing te verzorgen bij het Institut Néerlandais.
Ohlsen was gastredacteur bij Passionate Magazine en Propria Cures. Hij trad op bij literaire en andersoortige festivals als Boekrock Wintertuin, Winternacht, Poetry International, Lowlands, Crossing Border,  en Noorderzon. Verder was hij te gast in het VPRO-radioprogramma De Avonden.
In 2014 was Ohlsen onderscheiden met het Belcampo Stipendium, een literaire prijs van de provincie Groningen.

## Werk
Ronald Ohlsen debuteerde in 1996 met de roman De godvergeten middenstand. In 2000 verscheen Gedoodverfde engelen. Daarnaast schreef hij een aantal toneelstukken, De maanvis (2002), Pompeii (2003), Een kus van Sofie (2005) en Appassionata (2006). 
Poëzie van zijn hand verscheen aanvankelijk alleen in literaire tijdschriften en bloemlezingen, waaronder Sprong naar de sterren (1999), samengesteld en ingeleid door Ruben van Gogh. In 2007 verscheen er een dichtbundel, Lente in Sydney, met werk dat Ohlsen vanaf 1997 had geschreven. De bundel bevat zowel vormvaste als vrije verzen.